# Termotehnică
Termotehnica (din limba franceză thermotechnique și limba germană Thermotechnik) este ramura tehnicii care studiază utilizarea căldurii în scopuri industriale sau casnice. Denumirea de termotehnică provine din prescurtarea expresiei termodinamică tehnică. Este un domeniu interdisciplinar între ingineria mecanică și cea chimică.

## Domenii
Termotehnica se ocupă cu:
- Termodinamica tehnică, care cuprinde studiul energetic al mașinilor termice (motoare, mașini frigorifice, pompe de căldură, turbine cu gaze, turbine cu abur, cazane), și
- Transmiterea căldurii, care cuprinde studiul transferului căldurii în schimbătoarele de căldură, precum și studiul încălzirii și răcirii corpurilor.